# Списък на държавните глави на България (от 1946 г.)
Вижте пояснителната страница за други значения на Списък на държавните глави на България.
Този списък на български държавници включва държавните глави на Народна република България (1946 – 1990) и Република България (1990–понастоящем).

## Държавни глави на България (1946 – понастоящем)

### Временно председателство на Народна република България (1946 – 1947)
Това е държавна институция в България, функционирала от обявяването на страната за народна република през септември 1946 г. до приемането на Димитровската конституция през декември 1947 г.
|  | портрет | име (Роден - Починал)       | начало на мандата | край на мандата | партия   | забележка                                     |
|  | ------- | --------------------------- | ----------------- | --------------- | -------- | --------------------------------------------- |
|  |         | Васил Коларов (1877 – 1950) | 15 септември 1946 | 9 декември 1947 | БРП (к.) | От 1946 до 1947 г. е председател и на VI ВНС. |

### Президиум на Народното събрание на Народна република България (1947 – 1971)
Президиумът на Народното събрание на Народна република България е висш постоянно действащ орган на държавната власт в Народна република България в периода 1947 – 1971 г.
|  | портрет | име (Роден - Починал)        | начало на мандата | край на мандата | партия | забележка                |
|  | ------- | ---------------------------- | ----------------- | --------------- | ------ | ------------------------ |
|  |         | Минчо Нейчев (1887 – 1956)   | 9 декември 1947   | 16 януари 1950  | БКП    |                          |
|  |         | Минчо Нейчев (1887 – 1956)   | 18 януари 1950    | 27 май 1950     | БКП    |                          |
|  |         | Георги Дамянов (1892 – 1958) | 27 май 1950       | 13 януари 1954  | БКП    |                          |
|  |         | Георги Дамянов (1892 – 1958) | 15 януари 1954    | 12 януари 1958  | БКП    |                          |
|  |         | Георги Дамянов (1892 – 1958) | 13 януари 1958    | 27 ноември 1958 | БКП    | Починал през мандата си. |
|  |         | Димитър Ганев (1898 – 1964)  | 30 ноември 1958   | 14 март 1962    | БКП    |                          |
|  |         | Димитър Ганев (1898 – 1964)  | 15 март 1962      | 20 април 1964   | БКП    | Починал през мандата си. |
|  |         | Георги Трайков (1898 – 1975) | 23 април 1964     | 10 март 1966    | БЗНС   |                          |
|  |         | Георги Трайков (1898 – 1975) | 11 март 1966      | 6 юли 1971      | БЗНС   |                          |

### Държавен съвет на Народна република България (1971 – 1990)
Държавният съвет на Народна република България е висш постоянно действащ орган на държавната власт в Народна република България в периода 1971 – 1990 г.
|  | портрет | име (Роден - Починал)        | начало на мандата | край на мандата | партия | забележка |
|  | ------- | ---------------------------- | ----------------- | --------------- | ------ | --- |
|  |         | Тодор Живков (1911 – 1998)   | 8 юли 1971        | 16 юни 1976     | БКП    | |
|  |         | Тодор Живков (1911 – 1998)   | 16 юни 1976       | 18 юни 1981     | БКП    | |
|  |         | Тодор Живков (1911 – 1998)   | 18 юни 1981       | 18 юни 1986     | БКП    | |
|  |         | Тодор Живков (1911 – 1998)   | 18 юни 1986       | 17 ноември 1989 | БКП    | Подава оставка като ген. секретар на БКП след организиран от съветското посолство натиск, както и от страна на негови най-близки съратници. |
|  |         | Петър Младенов (1936 – 2000) | 17 ноември 1989   | 3 април 1990    | БКП    | |

### Председател (президент) на Народната република/Републиката (1990 – 1992)
Председател (президент) на Народната република/Републиката (Глава V от Конституцията от 1971 г. – измененията през 1990 г.) e длъжността държавен глава на България в периода от 3 април 1990 до 22 януари 1992 г. Държавата е преименувана от Народна република България на Република България на 15 ноември 1990 г., по време на мандата на Желю Желев.
|  | портрет | име (Роден - Починал)         | начало на мандата | край на мандата | партия | забележка |
|  | ------- | ----------------------------- | ----------------- | --------------- | ------ | --- |
|  |         | Петър Младенов (1936 – 2000)  | 3 април 1990      | 6 юли 1990      | БСП    | Подава оставка след студентските вълнения от 1990 г., след популяризиране на видеозапис (14 декември 1989 г.), в който казва по време на опозиционен митинг (участващите в който настояват за ускорено премахване на чл. 1 от Конституцията от 1971 г., предвиждащ ръководната роля на БКП в държавата, и деполитизация на държавните институции), провеждащ се пред Народното събрание: „По-добре танковете да дойдат!“, и натиск от А. Луканов. Не признава да е изричал тази реплика. |
|  |         | Станко Тодоров (1920 – 1996)  | 6 юли 1990        | 17 юли 1990     | БСП    | Изпълнява длъжността председател (президент) в качеството си на председател на Народното събрание (с избирането на П. Младенов за председател (президент) през април 1990 г. не е избран зам.-председател (зам.-президент)). |
|  |         | Николай Тодоров (1921 – 2003) | 17 юли 1990       | 1 август 1990   | БСП    | Изпълнява длъжността председател (президент) в качеството си на председател на Великото народно събрание (с избирането на П. Младенов за председател (президент) през април 1990 г. не е избран зам.-председател (зам.-президент)). |
|  |         | Желю Желев (1935 – 2015)      | 1 август 1990     | 22 януари 1992  | СДС    | На 1 август 1990 г. за заместник-председател (заместник-президент) на България е избран ген. Атанас Семерджиев (БСП). |

### Президент на Република България (1992 – понастоящем)
Президентът на Република България е държавният глава на Република България от 1992 г. и понастоящем.
|  | портрет | име (Роден - Починал)        | начало на мандата | край на мандата | партия                                                          | забележка                                                                                             |
|  | ------- | ---------------------------- | ----------------- | --------------- | --------------------------------------------------------------- | --- |
|  |         | Желю Желев (1935 – 2015)     | 22 януари 1992    | 22 януари 1997  | СДС                                                             | Първият демократично избран президент.                                                                |
|  |         | Петър Стоянов (род. 1952)    | 22 януари 1997    | 22 януари 2002  | ОДС                                                             | Вторият демократично избран президент.                                                                |
|  |         | Георги Първанов (род. 1957)  | 22 януари 2002    | 22 януари 2007  | БСП                                                             | Третият демократично избран президент.                                                                |
|  |         | Георги Първанов (род. 1957)  | 22 януари 2007    | 22 януари 2012  | БСП (издигнат от Инициативен комитет)                           | Втори мандат                                                                                          |
|  |         | Росен Плевнелиев (род. 1964) | 22 януари 2012    | 22 януари 2017  | независим (издигнат от ГЕРБ)                                    | Четвъртият демократично избран президент. Първият президент, който не се кандидатира за втори мандат. |
|  |         | Румен Радев (род. 1963)      | 22 януари 2017    | 22 януари 2022  | независим (издигнат от Инициативен комитет с подкрепата на БСП) | Петият демократично избран президент.                                                                 |
|  |         | Румен Радев (род. 1963)      | 22 януари 2022    | действащ        | независим (издигнат от Инициативен комитет с подкрепата на БСП) | Втори мандат                                                                                          |

## Живи президенти
| Име              | Мандат      | Дата на раждане |
| ---------------- | ----------- | --------------- |
| Петър Стоянов    | 1997 – 2002 | 25 май 1952 г.  |
| Георги Първанов  | 2002 – 2012 | 28 юни 1957 г.  |
| Росен Плевнелиев | 2012 – 2017 | 14 май 1964 г.  |
| Румен Радев      | 2017 –      | 18 юни 1963 г.  |

Най-скорошната смърт на бивш президент е тази на Желю Желев (1990 – 1997), починал на 30 януари 2015 г. на 79-годишна възраст.